# 遠山裕
遠山 裕（とおやま ゆたか、1957年12月2日 - ）は日本のキーボーディスト、編曲家、作曲家、音楽プロデューサー。東京都出身。

## 略歴
- 1974年　第2期ローズマリー加入（芸名:堀としゆき）。キーボードを担当。[1]
- 1976年　「可愛いひとよ」でデビュー。この曲は現在もソロライブの定番曲となっている。
- 1978年　リューベン&カンパニー結成。キーボードを担当。「薔薇の嵐」でデビュー。ラジオレギュラー番組「リューベン&カンパニースーパーゲストどんとこいハウス」放送。
- 1981年　TEN結成
- 1982年　ジョニー大倉のアルバムで編曲家デビュー。
- 1983年　太田裕美のアルバムプロモーションでサポートデビュー。以降、セッション・ミュージシャンとしてレコーディングやツアーに参加。
- 1990年　L⇔Rを岡井大二と共にプロデュース。サポートメンバーとして、楽曲編曲、レコーディング、テレビ出演、ツアーにも参加。L⇔R解散後も、黒沢健一の楽曲編曲等に関わる。
- 2001年　HOT LEGS加入。キーボードを担当。年に数回のライブに参加。
- 2002年　再結成したフォーリーブスのツアーにサポートメンバーとして参加。以降、現在もメンバーのライブにサポートおよび編曲家、プロデューサーとして参加。
- 2005年　森本タローとスーパースター加入。キーボードを担当。銀座のライブハウスで月1回のライブを行っている。
- 2011年　ソロライブ活動開始。1970年代の洋楽ポップスを中心にしたバンド形式のライブと、バラードを中心としたピアノ弾き語りライブを交互に行っている。
- 2018年　自身のスタジオを公開し、月1回のペースでライブを開催。
- 2020年　自身のスタジオから配信プログラム制作。加藤高道とのコラボ配信開始。2021年3月からはマンスリー生配信となる。江木俊夫・おりも政夫、晃などの配信も手掛ける。
- その他、劇団たんぽぽの作品で作曲を担当。

## ディスコグラフィー

### ローズマリー
- シングル[1]
  - 1976　可愛いひとよ/恋は火の鳥
  - 1976　ラブ・ミー・ライク・アイ・ラブ・ユー/ロックン・ロール・ラブ・レター
  - 1977　グッバイ・ヘンリー/悲しきミツバチ

### リューベン&カンパニー
- シングル[1]
  - 1978　薔薇の嵐/ロリポップ・ベイビー
  - 1978　ブッシュパイロット/フェアウェル・バースデー
  - 1979　ドロップアウト/チェンジ
  - 1979　聖少女（ショッキング・レディ）/貿易風
  - 1979　Santiago Lover/Sexy Mako
- アルバム[1]
  - 1978　FOR YOU
  - 1979　黄金郷（エルドラド）への道
  - 2010　Myこれ!Liteシリーズ　リューベン&カンパニー

### TEN
- シングル
  - 1981　夢のシンガポール/ I Still Love You
  - 1981   ハチのムサシは死んだのさ（日本語・英語）

### 森本タローとスーパースター
- アルバム[2]
  - 2009　J.S.T.Rock'n'Roll
  - 2010　To My Love
- シングル
  - 2019　A Lot of Good Friends

### オムニバス
- 2014年　夜の番外地　ディスコ歌謡　GIVE IT TO ME　抱いて、火をつけて
  - 恋は火の鳥（ローズマリー）夢のシンガポール（TEN）サンチャゴラバー（リューベン＆カンパニー）

### 黒沢健一
- 2017年　HEAR ME NOW[3]
  - Reason For Your Smile（ボーカル）

### 加藤高道
- 2018　…逢いたい…
  - プロデュースおよび編曲、作曲にて参加
  - 刻まれた時間（作曲）　Remember（作曲）
- 2019　高道60　記念アルバム
  - 10曲中　8曲に編曲にて参加
- 2020　友は夜空に
  - 編曲にて参加
- 2021　湘南の翁
  - 全曲編曲、演奏　他作詞にて参加
- 2022　あなたでよかった
  - 全曲編曲、演奏　他作詞にて参加
- 2022　 夏のコンフォート
  - 全曲編曲、演奏にて参加
- 2022　My daughter
  - 全曲編曲、作詞、プロデュースにて参加
- 2022　THREE SONGS　奄美に贈る
  - 編曲にて参加

### スリージージーズ（尾藤イサオ・おりも政夫・高道）
- 2022
  - 俺たちのShining road　c/w 今夜遅くなっていいんだろ?（作曲）
    - 編曲、プロデュース参加（自身のレーベル第1弾となる）
- 2023
  - どぅくさジー
    - 編曲、プロデュース参加

## 編曲・ライブサポート
ジョニー大倉、太田裕美、小柳ルミ子、和田アキ子、德永英明、村下孝蔵、谷村新司、南こうせつ、イルカ、フォーリーブス、おりも政夫、江木俊夫、堺正章、L⇔R、黒沢健一、瞳みのる、嶋大輔、鈴木康博、大久保一久、C.C.ガールズ、A.S.A.P、遠藤京子、森川美穂、峠恵子、黒沢裕一、加藤高道、狩人、TASTE4（江木俊夫・高道・晃・あいざき進也）、真氣、Sunflower's Garden、鳥塚しげき、寺尾聰、貴水博之、三善英史、他

## 作曲活動
劇団たんぽぽ
1998　距離～俺たちのハーモニー
2000　シャーベット
2001　夢咲劇団ただいま参上
2002　ウニマルじゃ
2003　謎のズッコケ海賊島
2005　ルドルフとイッパイアッテナ
2006　100万回生きたねこ
2006　かくれ山の冒険
2007　宝さがしはふたりで1998 距離～俺たちのハーモニー
2009　どえらいでぇ!ミヤちゃん
2011　ズッコケ妖怪大図鑑
2012　うそつき大ちゃん
2013　めざせ!秘密のコッパ島
2014　かさねちゃんにきいてみな
2016　いのちのまつり
2019　環境劇　とんちゃんの冒険!?
2020　海のうたがきこえる～サイレントボイス～
2022　あやうしズッコケ探検隊